# Wacław Sikorski

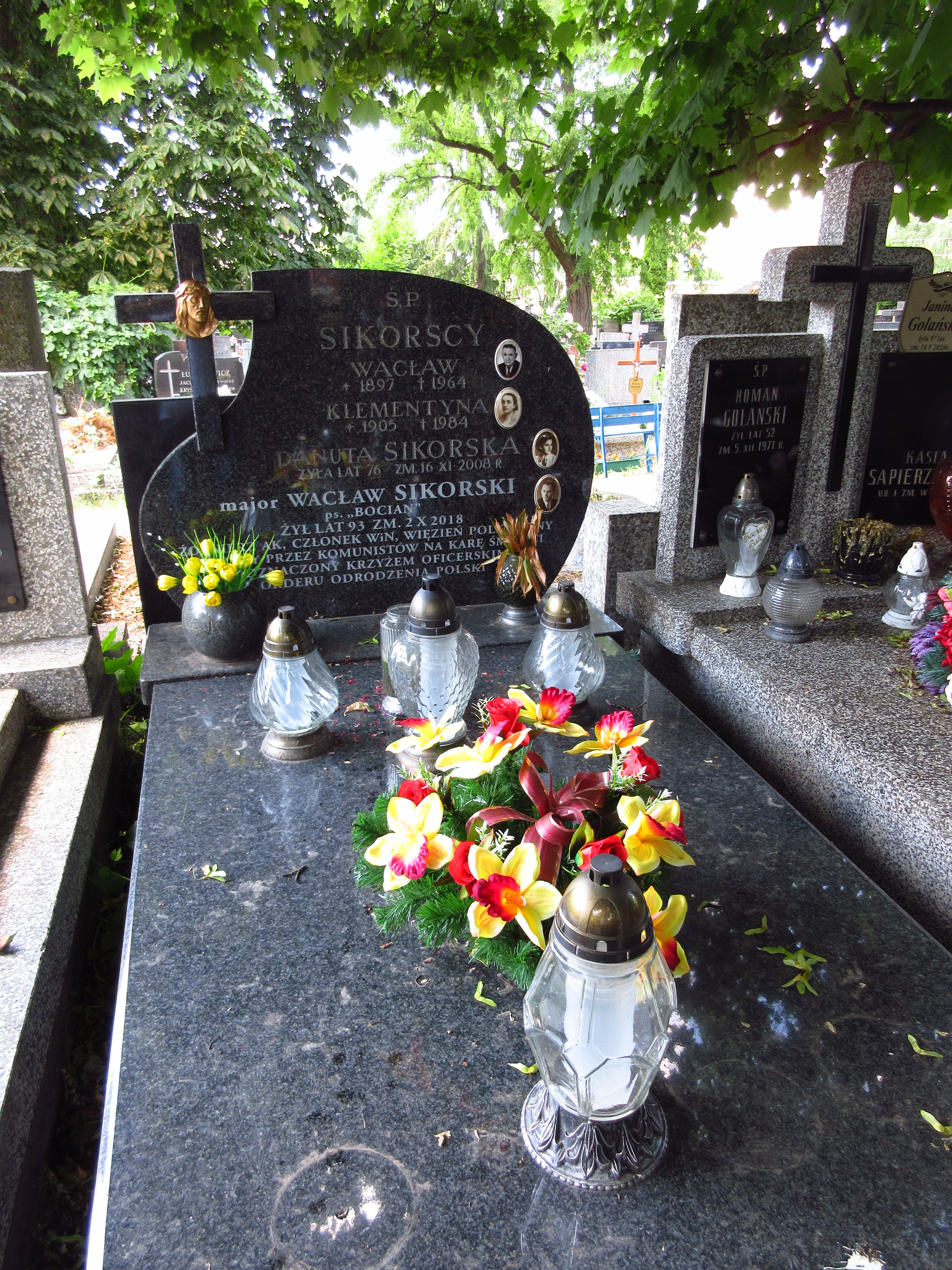
Grób majora Wacława Sikorskiego na cmentarzu Bródnowskim

Wacław Sikorski ps. „Bocian” (ur. 9 lutego 1925 w Warszawie, zm. 3 października 2018) – członek AK i WiN, powstaniec warszawski, więzień polityczny PRL.

## Życiorys
Pochodził z rodziny kolejarzy. Uczęszczał do szkoły powszechnej nr 160 w Pelcowiźnie. W roku 1939 rozpoczął naukę w gimnazjum, a następnie uczęszczał do Szkoły Wawelberga i Rotwanda. Po tym, jak zamknięto szkołę, od 1943 roku do czasu powstania warszawskiego pracował w Ursusie. W czasie powstania służył jako sanitariusz w VI Obwodzie AK Praga, a po upadku powstania na Pradze wraz z rodziną schronił się w Choszczówce. W październiku 1944 został wcielony do 9 pułku zapasowego ludowego Wojska Polskiego stacjonującego na Majdanku. Następnie skończył Oficerską Szkołę Łączności w Zamościu ze specjalnością radiotelegrafisty. W 1945 na krótko wcielony do 17 Dywizji Piechoty, a następnie do Wojsk Ochrony Pogranicza.
W czasie służby w wojsku związał się z Wolnością i Niezawisłością i PKB Start. Z tego powodu został aresztowany 28 lipca 1948 roku i oskarżony o szpiegostwo i rozpracowywanie Ministerstwa Bezpieczeństwa Publicznego oraz o wskazywanie sowieckich oficerów w LWP. Po aresztowaniu osadzony w piwnicy budynku na rogu Oczki i Chałubińskiego w Warszawie, następnie przeniesiony do więzienia UB na ulicę Koszykową (tam w celi był osadzony wraz z nim gen. Antoni Heda), a później na Pawilon 10 więzienia mokotowskiego. Tam od sierpnia do grudnia 1948 roku był torturowany, m.in. przez kapitana Jerzego Kędziorę, w celu wymuszenia na nim podpisania fałszywych, obciążających go zeznań.
22 stycznia 1949 odbył się proces kiblowy, któremu przewodniczył sędzia Roman Różański. Głównym zarzutem w procesie było szpiegostwo, za co Wacław Sikorski został skazany na karę śmierci. 28 kwietnia 1949 w wyniku ułaskawienia przez Bolesława Bieruta wyrok zamieniono na dożywocie (w celi śmierci przebywał trzy miesiące i jeden tydzień).
Jesienią 1949 roku Sikorski został przeniesiony do więzienia w Rawiczu. Tam zachorował na gruźlicę. Następnie był osadzony we Wronkach, a w 1953 roku na krótko w więzieniu w Sztumie. W 1955 roku nie zgodził się na donoszenie do władz więzienia w zamian za wstawiennictwo przy złagodzeniu wyroku. Najdłużej, sześć lat, spędził w więzieniu w Rawiczu, częściowo na oddziale dla gruźlików. Wyszedł na wolność 8 lutego 1956.
Po wyjściu z więzienia był obserwowany przez UB. W marcu 1956 zatrudnił się w Hucie Warszawa jako pracownik fizyczny. Wkrótce został przeniesiony na stanowisko pracownika umysłowego. Kształcił się w kierunku metalurgii, oprowadzał też wycieczki po Hucie. Obserwacja UB zakończyła się pod koniec 1956 roku. Po siedmiu latach pracy w Hucie Sikorski przeniósł się do biura projektowego, gdzie przepracował kolejne 20 lat, do emerytury. W czasie pracy w biurze projektowym spędził rok w Wietnamie.
Wacław Sikorski był członkiem Związku Więźniów Politycznych Skazanych Na Karę Śmierci w Okresie Reżimu Komunistycznego. W 2010 roku powstał o nim film dokumentalny pt. Przesłuchanie ze scenariuszem i w reżyserii Adama Palenty. Pochowany na cmentarzu Bródnowskim (kwatera 62G-6-10).